# NGC 1163
NGC 1163 este o galaxie spirală situată în constelația Eridanul. A fost descoperită în 31 octombrie 1885 de către Francis Leavenworth. Se află la o distanță de 38,9 de megaparseci de Pământ.